# Gareth J. Dyke
Gareth John Dyke is een paleontoloog wiens werk zich bezighoudt met de evolutionaire geschiedenis van vogels en hun verwanten. Zijn specifieke onderzoeksinteressen omvatten de fylogenetica van vogels, de functionele morfologie van vogels en niet-vogeldinosauriërs, evenals de paleo-omgevingen van fossiele gewervelde dieren.

## Het vroege leven en opleiding
Dyke behaalde in 1997 een Bachelor of Science in geologie & biologie en een Doctor of Philosophy in paleontologie in 2000 aan de University of Bristol.
Van 2000 tot 2002 was hij een Chapman Postdoctoral Fellow in Ornithology aan het American Museum of Natural History in New York.

## Carrière
Van 2002 tot 2011 was Dyke verbonden aan de School of Biology and Environmental Science van het University College Dublin, waar hij in 2007 de titel Senior Lecturer kreeg.
Voorheen was hij hoofddocent in de paleontologie van gewervelde dieren aan de University of Southampton en momenteel is hij onderzoeker bij het Department of Evolutionary Zoology and Human Biology aan de Universiteit van Debrecen, Hongarije. Daarnaast heeft hij momenteel de titel van Research Associate bij zowel het American Museum of Natural History als het National Museum of Ireland.
Zijn belangrijkste werk betreft onderzoek naar dinosauriërs, maar ook veel paleornithologie en zelfs pterosauriërs. Hij is ook een groot pleiter voor een dinosaurische oorsprong van de vogels.

## Onderzoek
Dyke's onderzoek houdt zich bezig met de evolutionaire geschiedenis van vogels en hun dinosaurische verwanten en omvat anatomie, fylogenetica, functionele morfologie, paleo-ecologie, tafonomie, sedimentologie en aerodynamica, evenals de analyse en interpretatie van grote fossiele datasets. Dat onderzoek is gebaseerd op het fossielenbestand, maar maakt veel gebruik van levende dieren. Hij heeft zichzelf omschreven als de nadruk leggend op en bouwend aan drie overkoepelende thema's, namelijk:
- Kwantificering van de biodiversiteit van dinosauriërs in geologische tijd met de nadruk op fossielen uit Zuid-Engeland
- Overleving van vogels aan het einde van het Krijt en de evolutie van moderne avifauna's
- Vluchtevolutie en verfijning in de context van wereldwijde klimaatverandering.

Hij heeft gepubliceerd in Scientific American, Science, Nature en in toonaangevende tijdschriften in zowel biologie als aardwetenschappen. Hij beschrijft zijn werk als het zich bevindend op het raakvlak tussen deze twee terreinen.
In 1999 meldden Dyke en een collega dat hoewel de traditionele visie, grotendeels gebaseerd op het fossielenarchief, was dat de meeste moderne vogels niet verschenen tot het Tertiair, na het einde van het Krijt-uitsterven nieuwe moleculaire divergentiegegevens suggereerde dat de meeste, of alle, van de belangrijkste clades aanwezig waren in het Krijt.
In een artikel uit 2002 rapporteerden Dyke en een collega dat recente gegevens dramatische nieuwe percepties van de levensgeschiedenis, groei en ontwikkeling van vroege vogels hadden opgeleverd.
Dyke en drie collega's meldden in 2005 dat hoewel er aanzienlijke onzekerheid bestond over de betrouwbaarheid van het fossielenbestand van vogels uit het Mesozoïcum, hun eigen analyse enigszins in de richting van het oplossen van de onzekerheid was gegaan.
In 2005 citeerde de Times of London Dyke die zei dat fossiel bewijs dat carnivore dinosauriërs gevederd waren nu onweerlegbaar is.
In een artikel uit 2007 beschreven Dyke en een collega een kleine galliforme vogel uit de Fur-formatie uit het Vroeg-Eoceen in het noordwesten van Denemarken.
In 2008 maakte Dyke deel uit van een team van onderzoekers dat het oudst bekende papegaaifossiel ontdekte - een vleugelbot van een vogel die 55 miljoen jaar geleden leefde. De papegaai werd ontdekt in Denemarken, waar het klimaat destijds tropisch was. De nieuwe soort kreeg de naam Mopsitta tanta, of de Deense Blauwe Papegaai.
Dyke en drie collega's rapporteerden in 2009 dat goedkope analyse van satellietbeeldgegevens (afkomstig van Landsat ETM+) efficiënt kan worden gebruikt voor de externe prospectie van een groot veldgebied.
Zoals gemeld in 2009, ontdekten Dyke en vier collega's het eerste dinosauriërfossiel dat ooit in Bulgarije is gevonden.
In 2010 rapporteerden Dyke en een collega in Science Magazine over het vliegvermogen van de fossiele vogels Archaeopteryx en Confuciusornis.
In het Scientific American-artikel Winged Victory: Modern Birds Now Found to Have Been Contemporaries of Dinosaurs uit 2010 meldde Dyke dat moderne vogels, waarvan lang werd gedacht dat ze pas ontstonden nadat de dinosauriërs waren uitgestorven, naast ze blijken te hebben geleefd. Opmerkend dat "terwijl moleculaire studies en een paar twijfelachtige fossiele vondsten hebben gesuggereerd dat moderne vogels eerder zouden kunnen zijn ontstaan dan eerder werd gedacht, bevestigt een recente analyse van fossielen van oude moderne vogels deze eerdere oorsprong, waardoor de vraag rijst waarom deze vogels, maar niet de archaïsche, de massale uitsterving overleefden".
In het Scientific American-artikel The Dinosaur Baron of Transylvania uit 2011 schreef Dyke over Franz Nopcsa, een Transsylvanische edelman van rond de eeuwwisseling die van fossielen hield, die bekend stond omdat hij enkele van de eerste dinosauriërs uit Midden-Europa beschreef en wiens theorieën over de evolutie van dinosauriërs hun tijd tientallen jaren vooruit blijken te zijn. Pas in de afgelopen paar jaar, met nieuwe fossiele ontdekkingen, begonnen wetenschappers te beseffen hoe gelijk hij had. Ook in 2011 beschreven Dyke en Evgeny Kurochkin Eostrix tsaganica, gevonden in Mongolië, de eerste vondst van deze basale uil in Azië.
In januari 2013 werd gemeld dat een Europees/Chinees team, waaronder Dyke, een nieuwe vogelachtige dinosauriër uit het Jura had ontdekt, die algemeen aanvaarde theorieën over het ontstaan van vliegen in twijfel trok. Hij werd geciteerd als te zeggen dat de ontdekking meer twijfel doet rijzen over de theorie dat het beroemde fossiel Archaeopteryx - of 'eerste vogel' zoals het soms wordt genoemd - cruciaal is in de evolutie van moderne vogels.
In een artikel uit 2013 voor Nature meldden Dyke en vijf collega's dat, hoewel de ontdekking van gevederde theropode dinosauriërs in China in de afgelopen twee decennia dramatische herzieningen hebben veroorzaakt van onze ideeën over de evolutie van vogels en de oorsprong van vliegen - inclusief de suggestie dat het iconische fossiel Archaeopteryx op enige afstand van de voorouders van moderne vogels zou hebben gelegen, een nieuwe fossiele ontdekking herstelt Archaeopteryx als een vroege divergerende aviaal.
Dyke maakte deel uit van een Brits/Roemeens/Braziliaans team dat een nieuw soort pterosauriër ontdekte, een vliegend reptiel uit de tijd van de dinosauriërs, zoals gerapporteerd in februari 2013. Dyke werd geciteerd als te zeggen dat experts het al lang oneens zijn over de levensstijl en gedrag van azhdarchiden en dat de nieuwe ontdekking de bewering ondersteunde dat azhdarchiden door bossen, vlaktes en andere plaatsen zwierven op zoek naar kleine prooidieren.
In 2013 rapporteerden Dyke en zeven collega's het eerste bewijs voor een broedkolonie van Mesozoïsche vogels op Gondwana.
In 2013 beschreven Dyke en drie collega's een nieuw taxon van middelgrote azhdarchide pterosauriërs uit het Transsylvanische Bekken (Sebeş-formatie) uit het Laat-Krijt van Roemenië. Het was de meest complete Europese azhdarchide die tot nu toe is gerapporteerd.
In een artikel uit 2013 voerden Dyke en twee collega's aan dat botmetingen niet kunnen worden gebruikt om de vluchtmodi van bestaande vogels te onderscheiden en dus niet kunnen worden gebruikt om de vluchtmodus bij fossiele vormen af te leiden, en dat meer gegevens van fossiele vogels nodig zijn om de vluchtwijzen van uitgestorven vogels te kunnen voorspellen.

## Huidig onderzoek
Vanaf september 2013 waren Dyke's huidige onderzoeksonderwerpen de anatomie en evolutie van vogels in het Vroeg-Eoceen, de paleo-omgevingen van het Krijt van Transsylvanië, de evolutie van vleugels bij dinosauriërs en vogels, biomechanica van de vlucht van pterosauriërs, de diversiteit en ongelijkheid van vogels uit het Krijt, en de evolutie en diversiteit aan hoendervogels. In die tijd werkte hij aan boeken over fossielen van het Karpatenbekken en over Nopcsa, the Dinosaur Baron of Transylvania.

## Andere professionele activiteiten
Dyke zit in de redactieraad van PLOS ONE, is hoofdredacteur historische biologie en zit in de redactieraad van Cell Reports.